# Buchtiges Riccardimoos
Das Buchtige Riccardimoos (Riccardia chamedryfolia) ist ein autözisches (Antheridien und Archegonien an verschiedenen Ästen an derselben Pflanze), thallöses Lebermoos.

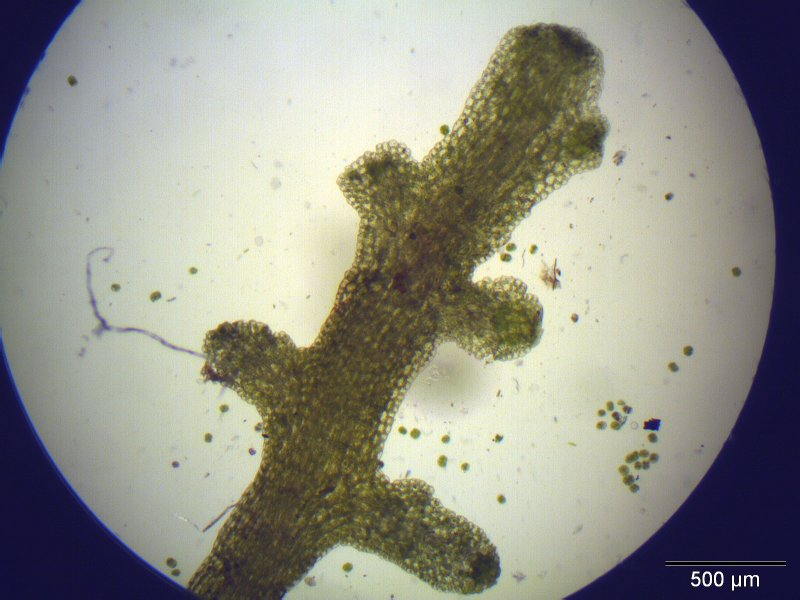
Thallus unter dem Mikroskop

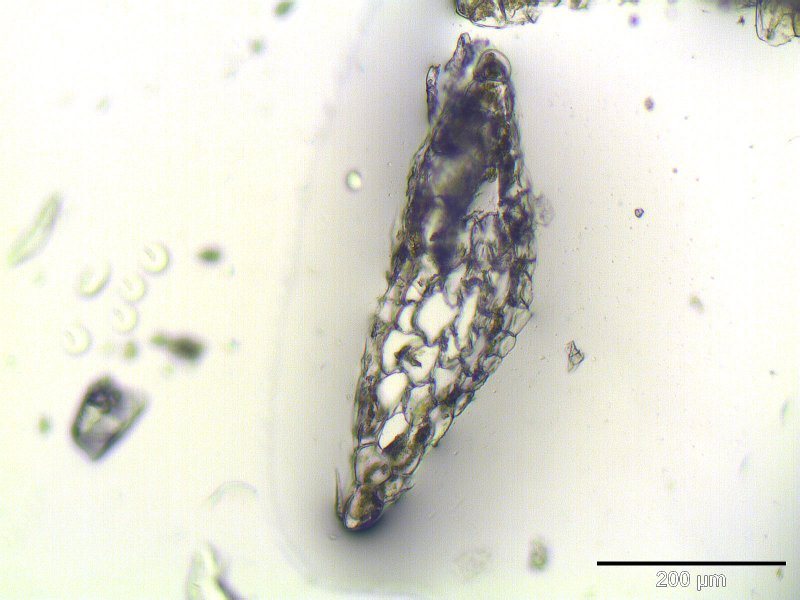
Querschnitt des Thallus

## Erkennungsmerkmale
Die kriechenden bis wenig aufsteigenden Thalli von Riccardia chamedryfolia sind dunkel- bis olivgrün gefärbt. An den Spitzen sind sie häufig blassgrün. Die unregelmäßig geformten Thalli sind zudem 1- bis 3-fach gefiedert mit mal länger, mal breiteren, zungenförmigen Thallusästen, die bis 4 mm lang und bis 1,5 mm breit werden können. Im mittleren Teil sind sie etwa 4 bis 8 Zelllagen dick. Die Unterseite ist meist relativ flach, während die Oberseite konvex gewölbt ist. Die Thallusränder zeichnen sich im Gegensatz zu Riccardia multifida durch 0 bis 1 Reihe hyaliner Zellen aus. Sie erscheinen bei durchscheinendem Licht daher nicht durchsichtig. Die Thallusspitzen sind rundlich. Die Epidermiszellen sind kleiner als die Zellen im Inneren und etwa 65 bis 90 µm lang und 25 bis 50 µm breit. In fast allen Epidermiszellen sind 1 bis 3 bräunliche Ölkörper vorhanden. Neben den kurzen männlichen Ästchen gibt es noch kürzere weibliche Ästchen, die Cilien aufweisen. Die keulenförmige Kalyptra ist papillös. Verwechslungsgefahr besteht vor allem mit Riccardia multifida, das jedoch im Norden Deutschlands seltener ist.

## Vorkommen
Das konkurrenzschwache, pionierfreudige Lebermoos wächst an nassen bis feuchten, häufig überrieselten, basenhaltigen, relativ kalkarmen, schattigen bis halbschattigen Standorten an Quellen, Gewässerrändern, überrieselten Felsblöcken, auf Baumwurzeln und Baumbasen, auf Erde, Sand und Humus, in basenreichen Mooren und in Torfstichen. Selten wächst es auch submers an Gewässerrändern. Oft kommt es als Initialmoos an gestörten Plätzen vor und wird rasch von anderen Moosen überwuchert. Durch die Zerstörung von quelligen Standorten, der Begradigung von Flüssen, durch Gewässerverschmutzung und intensiver Landwirtschaft ist die Art in den letzten Jahrzehnten zurückgegangen. In einigen Bundesländern steht das Lebermoos auf der Roten Liste.